# Menir de Aldeia dos Fernandes
O Menir de Aldeia dos Fernandes é um monumento megalítico situado na localidade de Aldeia dos Fernandes, no concelho de Almodôvar, em Portugal.

## História e descrição
O monumento situa-se na Rua dos Moinhos, em Aldeia dos Fernandes. Consiste num bloco de xisto de grandes dimensões, com 4,8 m de comprimento por 1,2 m de largura, de forma sensivelmente fálica, e que foi parcialmente destruído. Na sua superfície foram identificadas pelo menos três covinhas, mas podem existir outras gravuras simbólicas. Em 1992, o investigador C. Beirão avançou a teoria de que o menir teria feito parte de «anta provavelmente violada», ou que estaria associado a uma anta desaparecida. Foi provavelmente erguido durante o período neo-Calcolítico, num local desconhecido.
Foi alvo de trabalhos arqueológicos em 1972, no âmbito de vários trabalhos de prospecção coordenadas por Caetano Maria de Mello Beirão e Mário Augusto Santos Varela Gomes, e em 1993 e em 1999, no âmbito da elaboração da Carta Arqueológica de Almodôvar. Durante estes últimos foram encontradas algumas pedras grandes, que foram mudadas de sítio quando foi aberta a Rua dos Moinhos.